# Bohusleden
Bohusleden är en 34 mil lång vandringsled som går genom landskapet Bohuslän, från Lindome i söder till Strömstad i norr (en del av sträckan längst i söder ligger i landskapen Västergötland och Halland). Etapp 15, Metsjö-Kaserna, går även genom bl.a. Vågsäter i Dalsland. Initiativ till leden togs av bröderna Erik och Folke Heder, aktiva inom Friluftsfrämjandet i Partille och i distriktet Bohuslän-Dal. Leden ingår i Nordsjöleden (North Sea Trail) som går runt Nordsjön och därmed passerar Norge, Sverige, Danmark, Tyskland, Nederländerna och Storbritannien.
Bohusleden är markerad med orange färg på träd eller stolpar.

## Beskrivning
Från Lindome går leden via Gunnebo slott, till Stora Delsjön och vidare genom Vättlefjäll. Från Kungälv går leden över Romelanda socken till Grandalen och vidare över Svartedalens naturreservat. Vid Ljungskile går leden över Bredfjällets och över Herrestadsfjällets naturreservat norr om Uddevalla för att sedan komma till Munkedal och Bullaresjöarna. Leden går igenom Tanums kommun i öster över Tormoserödsfjället. Sedan över Kynnefjäll som är ett vidsträckt vildmarksområde, för att sluta i Strömstad. Leden följer hällmarker, glesbevuxna myrar och delvis orörda skogar och passerar många enstaka bebodda och brukade fjällgårdar och torpruiner. Längs leden finns ett flertal vindskydd och stugor som är öppna vid vissa perioder under året.
Bohusleden är ett samarbete mellan Friluftsfrämjandet, gamla Göteborgs och Bohus läns kommuner, Västra Götalands läns landsting, länsstyrelsen och skogsvårdsstyrelsen i före detta Göteborgs och Bohus län. Västkuststiftelsen har ett samordningsansvar för Bohusledens underhåll och skötsel. 
Bohusleden ingår sedan mitten av 00-talet i ett större europeiskt nätverk av vandringsleder som gemensamt kallas Nordsjöleden.
En bok om Bohusleden som heter "Bohusleden" är skriven av Folke Heder och Jenny Sanderöd. Den utgavs år 2001.

## Etapper
- Etapp 1 - Blåvättnerna - Stensjön [11]
- Etapp 2 - Stensjön - Skatås
- Etapp 3 - Skatås - Kåsjön
- Etapp 4 - Kåsjön - Jonsered
- Etapp 5 - Jonsered - Angereds kyrka
- Etapp 6 - Angereds kyrka - Fontin
- Etapp 7 - Fontin - Grandalen
- Etapp 8 - Grandalen - Bottenstugan
- Etapp 9 - Bottenstugan - Lysevatten
- Etapp 10 - Lysevatten - Hasteröd
- Etapp 11 - Hasteröd - Vassbovik
- Etapp 12 - Vassbovik - Glimmingen
- Etapp 13 - Glimmingen - Bovik
- Etapp 14 - Bovik - Metsjö
- Etapp 15 - Metsjö - Kaserna
- Etapp 16 - Kaserna - Harska
- Etapp 17 - Harska - Svarteborg
- Etapp 18 - Svarteborg - Lunden [12]
- Etapp 19 - Lunden - Vaktarekullen
- Etapp 20 - Vaktarekullen - Holmen
- Etapp 21 - sträckan upphört[källa behövs]
- Etapp 22 - Daletjärnen - Nornäs
- Etapp 23 - Nornäs - Vassbotten
- Etapp 24 - Vassbotten - Håvedalen
- Etapp 25 - Håvedalen - Krokstrand
- Etapp 26 - Krokstrand - Högstad
- Etapp 27 - Högstad - Strömstad

## Bilder

Bohusleden
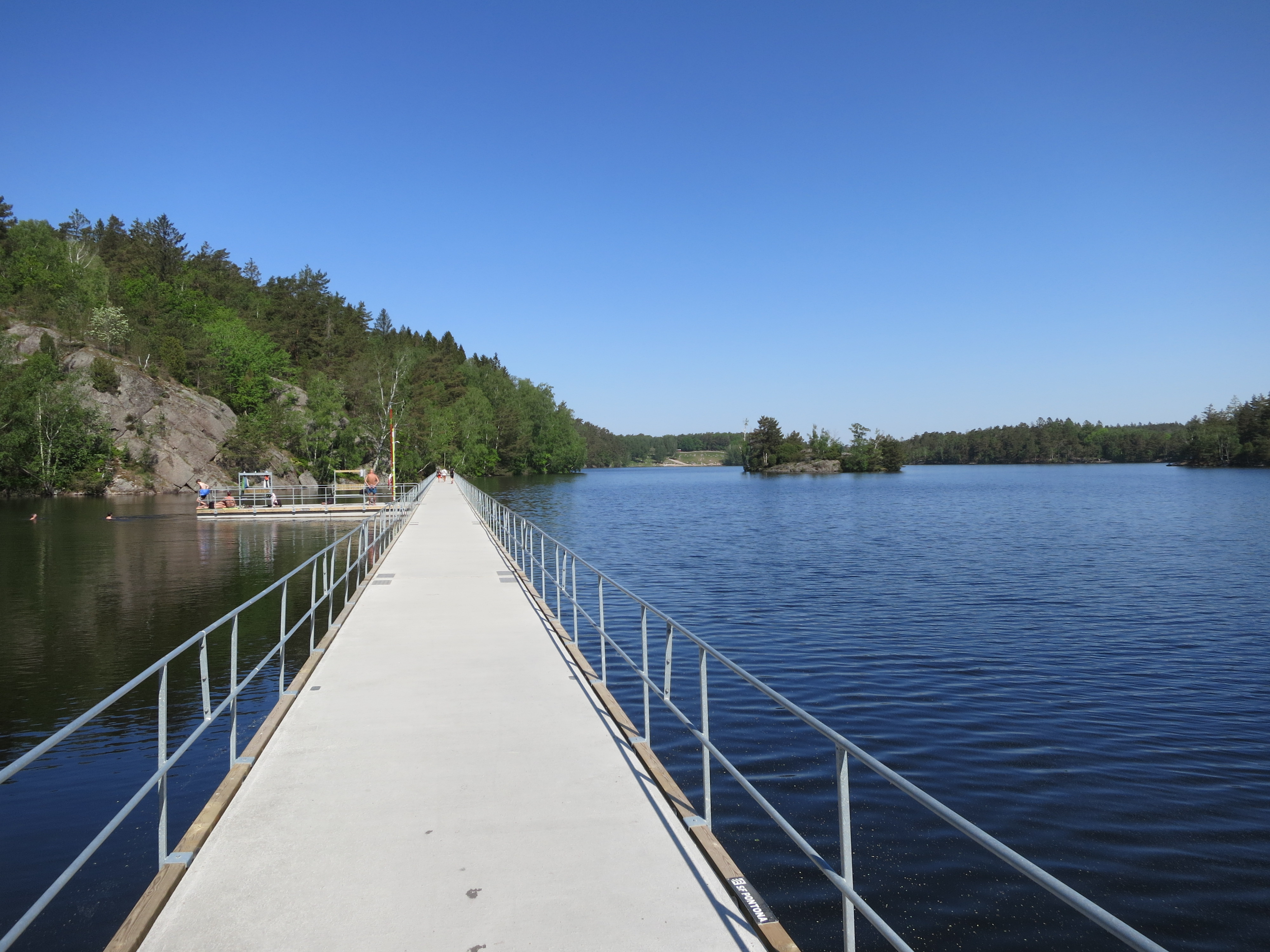
Bohusleden etapp 2 över Stora Delsjön i maj 2024.
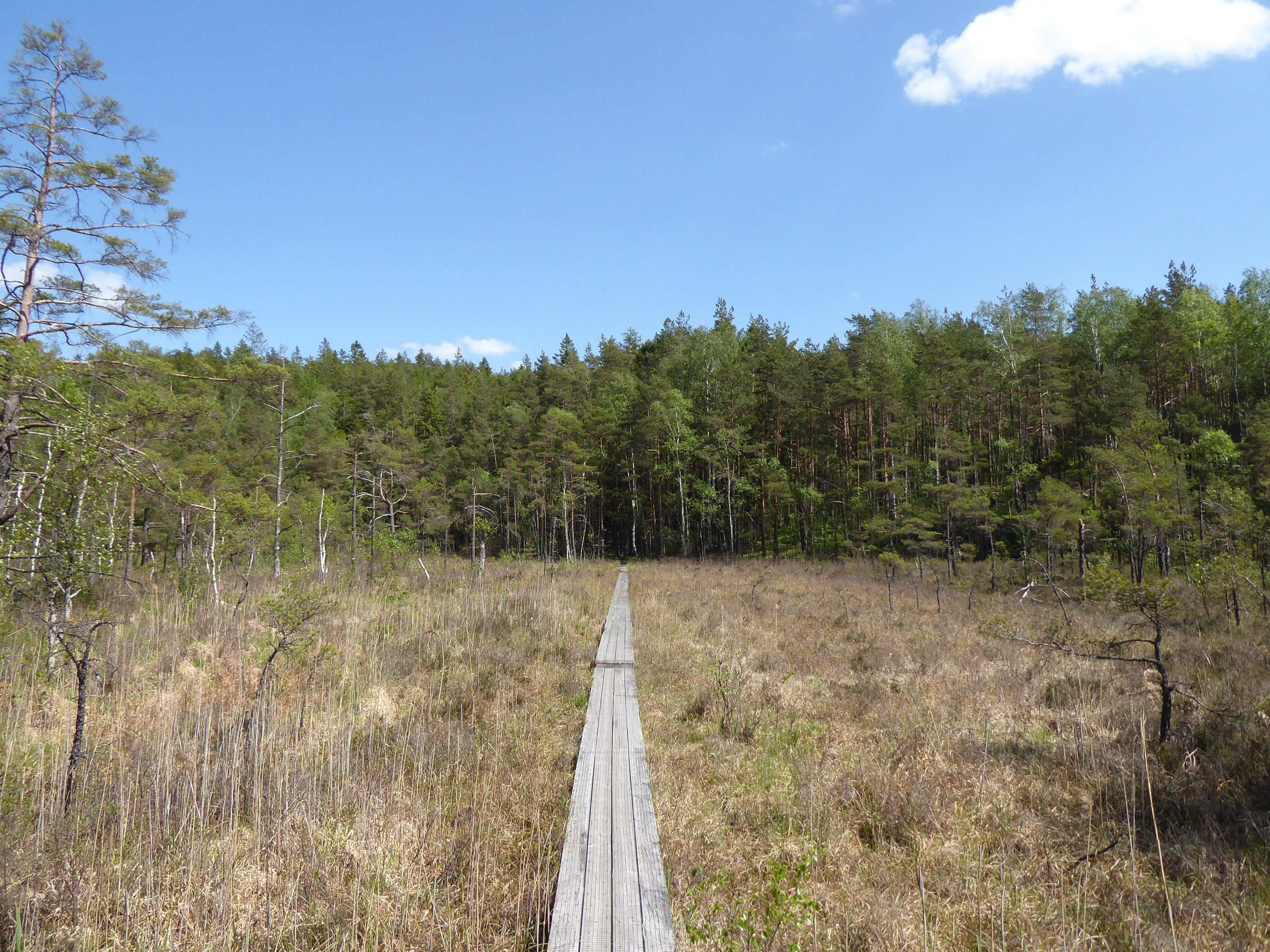
Bohusleden etapp 6 mellan Svartvattnet och Klaravattnet den 16 maj 2024.